# En midsommarnattsdröm (1930)
En midsommarnattsdröm (engelska: Playful Pan) är en amerikansk animerad kortfilm från 1930. Filmen ingår i Silly Symphonies-serien.

## Handling
I skogen spelar den mytologiska guden Pan dubbelflöjt för skogens invånare. Plötsligt börjar det åska och blixten slår ner, vilket resulterar till att det börjar brinna. Då är det upp till Pan att släcka elden.

## Om filmen
Delar av filmens handling är inspirerat av Råttfångaren i Hameln.
Filmen visades på bio i Sverige 1932 som barntillåten.

## Rollista
Samtliga djurläten bestående av en älg, björnar och en uggla görs av Walt Disney själv.